# Éleuthère (exarque)
Pour les articles homonymes, voir Éleuthère.
Éleuthère (en grec : Elefthérios), mort en 619 ou 620, est un exarque de Ravenne (vers 615-620).

## Biographie
Éleuthère est le chambellan d'Héraclius, l'empereur byzantin, quand il est nommé exarque à Ravenne en 615 ou 616. À cette époque, la domination byzantine sur l'Italie est chancelante. Les Lombards ont envahi de larges pans de la péninsule. Ils profitent de la guerre en cours entre les Sassanides et les Byzantins pour reprendre leur progression tandis qu'à Naples, Jean de Compsa se rebelle contre l'autorité impériale et que l'exarque Jean est assassiné. La cause principale de cette révolte semble être le non-paiement de la solde des soldats alors que l'Empire connaît de graves problèmes financiers.
Éleuthère est donc nommé pour rétablir l'ordre et éviter qu'un nouveau front soit ouvert à l'ouest alors qu'Héraclius est en grande difficulté face aux Sassanides. Il se rend à Naples où il fait exécuter Jean de Compsa, assure le paiement des soldats puis vainc le roi des Lombards avec qui il signe la paix. Pour un temps, la paix est rétablie mais en 619, Éleuthère se révolte à son tour et se proclame empereur à Ravenne. Il cherche vraisemblablement à profiter des difficultés rencontrées par Héraclius à Constantinople et jouit semble-t-il d'un soutien assez important dans la péninsule, tant à Rome que parmi les Lombards. Si l'évêque de Ravenne est prêt à le couronner, il demande que ce soit fait à Rome, mais il est tué par des soldats loyalistes alors qu'il y était en route en 619 ou 620,.